# 피플스 텔레비전 네트워크
피플스 텔레비전 네트워크(필리핀어: Telebisyon ng Bayan, 영어: People's Television Network, Inc., PTV)는 필리핀 정부에서 운영하는 필리핀의 공영 방송국이다. 본사는 케손시티에 있다.

## 역사
PTV의 시작은 1974년 10월에 국립 미디어 프로덕션 센터를 통해 설립된 GTV-4 (정부 텔레비전)에서 부터였다. 이후 1980년에 Maharlika Broadcasting System (MBS)로 개명하고 동시에 완전 컬러 텔레비전 방송을 시작하였다. 당시 필리핀에서 가장 늦게 컬러 방송으로 전환되었다. 이후 전국적으로 방송 네트워크가 구축되었다.
1986년에 피플 파워 혁명이 일어나면서 코라손 아키노의 지지자 및 군인들에 의해 점거되었다. 이후방송국명도 People's Television Network (PTV)로 개명하였다. 1988년 하계 올림픽에서 RPN과 함께 필리핀 지역 중계를 담당하였다.
2001년 7월 16일에 잠시 National Broadcasting Network (NBN)이란 이름으로 개명되었다가 2011년 원래의 PTV란 이름으로 환원하였다.

## 주요 프로그램
- en:RadyoBisyon : DZRB-AM(Radyo ng Bayan)의 라디오 방송으로 PTV와 IBC-13 (마닐라)를 통해 보이는 라디오로 생방송한다.
- en:Good Morning Boss : 평일 오전 7시에 1시간 방송되는 아침 정보 프로그램.
- en:News @ 6 : 월~토 오후 6시에 60분간 방송되는 저녁 뉴스 프로그램.
- en:NewsLife : 월~금 오후 9:15에 75분간 방송되는 심야 영어 뉴스 프로그램.

## 같이 보기
- 인터컨티넨탈 방송 공사
- 라디오 필리핀 네트워크